# Givry-en-Argonne
Givry-en-Argonne ist eine französische Gemeinde mit 451 Einwohnern (Stand: 1. Januar 2022) im Département Marne in der Region Grand Est. Sie gehört zum Arrondissement Châlons-en-Champagne und zum Kanton Argonne Suippe et Vesle.

## Geografie
Die Gemeinde liegt am Oberlauf der Ante in der Landschaft Argonne, etwa 40 Kilometer südwestlich von Verdun.

## Bevölkerungsentwicklung
| Jahr      | 1962 | 1968 | 1975 | 1982 | 1990 | 1999 | 2009 | 2018 |
| Einwohner | 478  | 610  | 523  | 541  | 525  | 491  | 464  | 450  |

## Sehenswürdigkeiten
- Fachwerkkirche Saint-Laurent (1830)

## Gemeindepartnerschaft
Partnergemeinde von Givry-en-Garonne ist die rheinland-pfälzische Ortsgemeinde Lutzerath.

## Persönlichkeiten
- Charles-François Delacroix de Contaut (1741–1805), Politiker, Vater von Eugène Delacroix, geboren in Givry